# Peltacanthina tessmanni
Peltacanthina tessmanni är en tvåvingeart som beskrevs av Günther Enderlein 1924. Peltacanthina tessmanni ingår i släktet Peltacanthina och familjen bredmunsflugor. Inga underarter finns listade i Catalogue of Life.